# Blerim Džemaili
Blerim Džemaili (albanska: Blerim Xhemaili), född 12 april 1986, är en schweizisk före detta fotbollsspelare (mittfältare) av albanskt ursprung.

## Klubbkarriär
Džemaili har spelat för Serie A-klubben Napoli. Den 1 september 2014 gick han till Galatasaray.
Den 17 augusti 2016 värvades Džemaili av Bologna. Den 31 januari 2020 värvades han av kinesiska Shenzhen. Vid slutet av säsongen 2022/2023 meddelade Džemaili att han avslutade sin fotbollskarriär.

## Landslagskarriär
Blerim Džemaili var med i Schweiz trupp vid fotbolls-VM 2006 och 2014 samt fotbolls-EM 2016.

## Meriter
FC Zürich
- Raiffeisen Super League: 2005-06, 2006-07
- Schweiziska cupen: 2004-05

Napoli
- Coppa Italia: 2011–12, 2013–14